# Trần Hữu Nghiệp
Trần Hữu Nghiệp (1911-2006) là Hiệu trưởng đầu tiên của Trường Cán bộ Y tế Trung Ương (tiền thân của Trường Đại học Y tế Công Cộng).

## Tiểu sử
Trần Hữu Nghiệp sinh năm 1911 tại Tân Thủy, H.Ba Tri, Bến Tre.Sau khi tốt nghiệp Trường Y khoa Đông Dương ở Hà Nội, ông đã sang Pháp tu nghiệp rồi về lại Mỹ Tho mở phòng mạch. Ông tham gia Cách mạng Tháng Tám.
Giữa năm 1947, bác sĩ Trần Hữu Nghiệp cùng bác sĩ Nguyễn Văn Hưởng bắt tay xây dựng ngành dân y, đào tạo cán bộ quản lý và nhân viên y tế. Ông được cử làm Phó Giám đốc Sở Y tế Quân dân Nam bộ, trực tiếp phụ trách các tỉnh thuộc khu 8.
Ông đã mở nhiều lớp đào tạo y tá, cứu thương, hộ sinh cho các tỉnh Mỹ Tho, Bến Tre, Trà Vinh, Vĩnh Long, Sa Đéc, và các đơn vị bộ đội thuộc khu 8. Ngoài công tác huấn luyện dạy học, ông còn trực tiếp tham gia điều trị cứu chữa thương binh, bệnh binh ở Quân Y Viện Trung đoàn 99 và Quân Y viện II - khu 8.
Năm 1951, chiến trường Nam Bộ được phân chia lại thành 2 phân liên khu (miền Đông và miền Tây), ông được chuyển về miền Tây - phụ trách đào tạo cán bộ y sĩ cho ngành.
Khi kháng chiến Nam bộ bùng nổ, năm 1954 ông tập kết ra Bắc.
Năm 1955, ông được giao chức vụ Trưởng Ban Huấn luyện Bộ Y tế nước VNDCCH và ủy viên Ban biên tập tạp chí Y học thực hành.
Tháng 9/1955, Mặt trận Tổ quốc Việt Nam được thành lập, ông được bầu làm Ủy viên Ban Chấp hành Trung ương Mặt trận.
Năm 1956, ông trở thành Hiệu trưởng đầu tiên của Trường Cán bộ Y tế trung ương .
Ông vừa là thầy giáo, bác sỹ, đồng thời lại là nhà văn, nhà báo.
Hồi ký "Thời gian trong mắt tôi" của ông được Nhà xuất bản Văn Nghệ in lần đầu vào năm 1993, Nhà xuất bản Tổng hợp TP.HCM tái bản 2023.
Bác sĩ Trần Hữu Nghiệp được phong tặng danh hiệu Nhà giáo Nhân dân năm 1988. Ông được phong tặng danh hiệu Anh hùng lao động. Ông mất năm 2006 tại TP.HCM.

## Gia đình
Năm 1938, bác sĩ Trần Hữu Nghiệp 27 tuổi cưới vợ, sinh ba người con là Trần Hữu Kim Dung, Trần Hữu Trí và Trần Hữu Dũng.
Khi 37 tuổi (1948), ông lập gia đình lần thứ hai, có thêm ba người con, sau đó ông tập kết ra Bắc năm 1954. Ba người con của ông với người vợ sau là Trần Kiều Dung, con gái thứ hai theo nghiệp cha là Trần Kiều Miên (bác sỹ) và con gái út là Trần Kiều Lan.